# Gran Premio de Catar de Motociclismo
El Gran Premio de Catar de motociclismo es una carrera de motociclismo de velocidad que forma parte del Campeonato Mundial de Motociclismo. Se corre desde el año 2004 en el Circuito Internacional de Losail en Catar.
El piloto australiano Casey Stoner y el italiano Valentino Rossi han obtenido cuatro victorias en la máxima división, MotoGP. Por su parte, el español Jorge Lorenzo ha ganado en las tres categoría: 125 cc, 250 cc y MotoGP. En 2008, la carrera fue la primera de la historia del campeonato en realizarse de noche.

## Ganadores del Gran Premio de Catar

### Ganadores múltiples (pilotos)
| # Victorias | Piloto            | Victorias | Victorias              |
| # Victorias | Piloto            | Categoría | Años ganador           |
| ----------- | ----------------- | --------- | ---------------------- |
| 6           | Jorge Lorenzo     | MotoGP    | 2012, 2013, 2016       |
| 6           | Jorge Lorenzo     | 250 cc    | 2006, 2007             |
| 6           | Jorge Lorenzo     | 125 cc    | 2004                   |
| 5           | Casey Stoner      | MotoGP    | 2007, 2008, 2009, 2011 |
| 5           | Casey Stoner      | 250 cc    | 2005                   |
| 4           | Valentino Rossi   | MotoGP    | 2005, 2006, 2010, 2015 |
| 3           | Maverick Viñales  | MotoGP    | 2017, 2021             |
| 3           | Maverick Viñales  | Moto3     | 2012                   |
| 3           | Marc Márquez      | MotoGP    | 2014, 2025             |
| 3           | Marc Márquez      | Moto2     | 2012                   |
| 2           | Nicolás Terol     | 125 cc    | 2010, 2011             |
| 2           | Andrea Dovizioso  | MotoGP    | 2018, 2019             |
| 2           | Jaume Masiá       | Moto3     | 2021, 2023             |
| 2           | Francesco Bagnaia | MotoGP    | 2024                   |
| 2           | Francesco Bagnaia | Moto2     | 2018                   |

### Ganadores múltiples (constructores)
| # Victorias | Constructor | Victorias | Victorias                                                              |
| # Victorias | Constructor | Categoría | Años ganador                                                           |
| ----------- | ----------- | --------- | ---------------------------------------------------------------------- |
| 12          | Aprilia     | 250 cc    | 2004, 2005, 2006, 2007, 2008, 2009                                     |
| 12          | Aprilia     | 125 cc    | 2006, 2007, 2008, 2009, 2010, 2011                                     |
| 12          | Kalex       | Moto2     | 2011, 2013, 2014, 2015, 2016, 2017, 2018, 2019, 2020, 2021, 2022, 2025 |
| 10          | Honda       | MotoGP    | 2004, 2011, 2014                                                       |
| 10          | Honda       | Moto3     | 2015, 2016, 2017, 2018, 2019, 2022, 2023                               |
| 9           | Yamaha      | MotoGP    | 2005, 2006, 2010, 2012, 2013, 2015, 2016, 2017, 2021                   |
| 9           | Ducati      | MotoGP    | 2007, 2008, 2009, 2018, 2019, 2022, 2023, 2024, 2025                   |
| 6           | KTM         | Moto3     | 2013, 2014, 2020, 2021, 2025                                           |
| 6           | KTM         | 125cc     | 2005                                                                   |
| 2           | Suter       | Moto2     | 2010, 2012                                                             |
| 2           | Boscoscuro  | Moto2     | 2023, 2024                                                             |

### Por año
| Año  | Circuito | Moto3             | Moto3       | Moto2               | Moto2       | MotoGP                  | MotoGP                  |
| Año  | Circuito | Piloto            | Constructor | Piloto              | Constructor | Piloto                  | Constructor             |
| ---- | -------- | ----------------- | ----------- | ------------------- | ----------- | ----------------------- | ----------------------- |
| 2025 | Losail   | Ángel Piqueras    | KTM         | Arón Canet          | Kalex       | Marc Márquez            | Ducati                  |
| 2024 | Losail   | David Alonso      | CFMoto      | Alonso López        | Boscoscuro  | Francesco Bagnaia       | Ducati                  |
| 2023 | Losail   | Jaume Masiá       | Honda       | Fermín Aldeguer     | Boscoscuro  | Fabio Di Giannantonio   | Ducati                  |
| 2022 | Losail   | Andrea Migno      | Honda       | Celestino Vietti    | Kalex       | Enea Bastianini         | Ducati                  |
| 2021 | Losail   | Jaume Masiá       | KTM         | Sam Lowes           | Kalex       | Maverick Viñales        | Yamaha                  |
| 2020 | Losail   | Albert Arenas     | KTM         | Tetsuta Nagashima   | Kalex       | Cancelada - Coronavirus | Cancelada - Coronavirus |
| 2019 | Losail   | Kaito Toba        | Honda       | Lorenzo Baldassarri | Kalex       | Andrea Dovizioso        | Ducati                  |
| 2018 | Losail   | Jorge Martín      | Honda       | Francesco Bagnaia   | Kalex       | Andrea Dovizioso        | Ducati                  |
| 2017 | Losail   | Joan Mir          | Honda       | Franco Morbidelli   | Kalex       | Maverick Viñales        | Yamaha                  |
| 2016 | Losail   | Niccolò Antonelli | Honda       | Thomas Lüthi        | Kalex       | Jorge Lorenzo           | Yamaha                  |
| 2015 | Losail   | Alexis Masbou     | Honda       | Jonas Folger        | Kalex       | Valentino Rossi         | Yamaha                  |
| 2014 | Losail   | Jack Miller       | KTM         | Esteve Rabat        | Kalex       | Marc Márquez            | Honda                   |
| 2013 | Losail   | Luis Salom        | KTM         | Pol Espargaró       | Kalex       | Jorge Lorenzo           | Yamaha                  |
| 2012 | Losail   | Maverick Viñales  | FTR Honda   | Marc Márquez        | Suter       | Jorge Lorenzo           | Yamaha                  |
| Año  | Circuito | 125cc             | 125cc       | Moto2               | Moto2       | MotoGP                  | MotoGP                  |
| Año  | Circuito | Piloto            | Constructor | Piloto              | Constructor | Piloto                  | Constructor             |
| 2011 | Losail   | Nicolás Terol     | Aprilia     | Stefan Bradl        | Kalex       | Casey Stoner            | Honda                   |
| 2010 | Losail   | Nicolás Terol     | Aprilia     | Shoya Tomizawa      | Suter       | Valentino Rossi         | Yamaha                  |
| Año  | Circuito | 125 cc            | 125 cc      | 250 cc              | 250 cc      | MotoGP                  | MotoGP                  |
| Año  | Circuito | Piloto            | Constructor | Piloto              | Constructor | Piloto                  | Constructor             |
| 2009 | Losail   | Andrea Iannone    | Aprilia     | Héctor Barberá      | Aprilia     | Casey Stoner            | Ducati                  |
| 2008 | Losail   | Sergio Gadea      | Aprilia     | Mattia Pasini       | Aprilia     | Casey Stoner            | Ducati                  |
| 2007 | Losail   | Héctor Faubel     | Aprilia     | Jorge Lorenzo       | Aprilia     | Casey Stoner            | Ducati                  |
| 2006 | Losail   | Álvaro Bautista   | Aprilia     | Jorge Lorenzo       | Aprilia     | Valentino Rossi         | Yamaha                  |
| 2005 | Losail   | Gábor Talmácsi    | KTM         | Casey Stoner        | Aprilia     | Valentino Rossi         | Yamaha                  |
| 2004 | Losail   | Jorge Lorenzo     | Derbi       | Sebastián Porto     | Aprilia     | Sete Gibernau           | Honda                   |